# Bristol Titan
El Bristol Titan fue un motor radial británico de 5 cilindros enfriado por aire, diseñado y construido por la Bristol Aeroplane Company a fines de la década de 1920. Tenía los cilindros del mismo tamaño que el motor Bristol Mercury, 146mm x 165 mm (13.800 cc) y producía entre 200 y 240hp. Las últimas versiones del Bristol Titan usaban también una caja de reducción tipo Farman producida por Gnome et Rhône.

## Diseño y desarrollo
El motor de, cinco cilindros, fue diseñado para usar la mayor cantidad de partes posibles del Bristol Jupiter, y los cilindros, pistones, bielas, cigüeñal y otras partes menores eran intercambiables.
La mayor importancia del Titan era que fue licenciado a Gnome et Rhône y se convirtió en la base del Gnome-Rhône 5K. En 1927, en la búsqueda de maneras de salir de su acuerdo de licencia con Bristol para el motor Jupiter de 1920, comenzó a producir el Gnome-Rhône 5K sin pagar regalías.
El Gnome-Rhône 5K fue construido en cantidades mucho mayores que el Bristol Titan original. Gnome-Rhône no estaba satisfecho con simplemente producir modelos de Bristol bajo licencia, e inició un importante trabajo de diseño basado en el motor Titan. Los resultados fueron presentados en 1927 como la Serie K, abarcando el Gnome-Rhône 5K Titan de 260 cv (190 kW), el Gnome-Rhône 7K Titan Major de 7 cilindros y 370 cv (270 kW) y el Gnome-Rhône 9K Mistral de 9 cilindros y 550 cv (405 kW). Con la introducción de la serie K, Gnome-Rhône finalmente dejó de pagar regalías a Bristol. Para 1930 habían entregado 6.000 Jupiter, Mistral y Titan, convirtiéndose en el fabricante de motores más grande de Francia.

## Variantes
Titan I
(1928) - 205 hp.
Titan IIF
Sistema de válvulas modificadas.
Titan IV or Titan II Especial
(1928) - 205 hp, caja reductora 0,5:1 del Bristol Jupiter.

## Aplicaciones
- Avro 504N
- Bristol Primary Trainer
- Bristol Type 110A

## Especificaciones (Titan I)[2]
- Tipo: motor radial de cinco cilindros refrigerados por aire
- Diámetro: 146 mm
- Carrera: 165 mm
- Cilindrada: 13.800 cc
- Diámetro del motor: 1.229 mm
- Peso: 227 kg
- Válvulas: a la cabeza, cuatro por cilindro
- Refrigaeración: por aire
- potencia: 210 cv (157 kW) a 1.800 rpm
- Consumo: 15,26 cv/litro (11,4 kW/litro)
- Compresión: 5:1
- Peso/potencia: 0,92 cv/kg (0,7 kW/kg)
- Diseñador: Roy Fedden
- Caja reductora: Ninguna, directo a la hélice